# Concile de Paris (614)
Pour les articles homonymes, voir Concile de Paris.
Le concile de Paris, convoqué par le roi des Francs, Clotaire II se tint du 10 au 18 octobre 614 à Paris dans la basilique Sainte-Geneviève; il comprend 15 canons.

## Contexte historique
Etant parvenu à réunir sous son autorité, la Neustrie, l'Austrasie et la Burgondie, Clotaire II, renouvela le geste de Clovis] qui réunit un concile à Orléans, en 511. Le concile de Paris réunit douze évêques métropolitains (archevêques) et soixante évêques de l'ensemble des royaumes francs.
Dans un édit du 18 octobre 614, en marge du concile, Clotaire II rappelait que le roi restait maître de la nomination des évêques et se posait en gardien de la paix et l'ordre dans le royaume et dans l'Eglise pour assurer la salut de tous.

## Description
Il traite de la liberté des élections épiscopales, des privilèges ecclésiastiques et de l'inviolabilité des biens de l’Église ainsi que de la discipline et réunit 77 évêques ou archevêques et un abbé représentant 76 évêchés. Il est signé en premier par le primat de Lyon Aregius devant l’archevêque d’Arles, Florien, et celui de Vienne.